# Pedra rúnica de Skänninge
A Pedra rúnica de Skänninge (em sueco:  Skänninge stenen; pronúncia aproximada chéninhe-stenen; designada oficialmente de Runinskrift Ög 165) é uma pedra rúnica de granito cinzento, com 2,30 metros de altura, contendo uma inscrição em carateres rúnicos, executada pelo gravador de runas Torkel. Está datada para fins do século X.
Encontra-se presentemente no exterior da Igreja de Nossa Senhora, na pequena cidade sueca de Skänninge, na província histórica da Gotalândia Oriental. Foi descoberta em 1874, quando a igreja foi restaurada. Servia então como patamar da entrada do templo. É possível que tenha estado na aldeia de Högby, a 3 km de Mjölby, antes de ter sido levada para Skänninge.

## Texto da pedra
O texto é parcialmente expresso em métrica nórdica antiga fornyrdislag.
Transliteração:
(·) þurun · risti · auk × þiR × bruþr × suniR :
 × tusta × iftiR · sin · faþur:
 × þurkil×k rist × stin : þansi : aufti : tusta :
Tradução: Torun e os irmãos, filhos de Toste, levantaram esta pedra em memória do seu pai. Eu, Torkel, gravei esta pedra sobre Toste.